# R U Mine?
Singles de Arctic Monkeys
Black Treacle
(2012) Do I Wanna Know?
(2013)
R U Mine? est le premier single du groupe de rock indépendant Arctic Monkeys issu de l'album AM. La chanson sort en téléchargement digital au Royaume-Uni le 27 février 2012 et sort physiquement, en vinyle, et en édition limitée, pour la journée des disquaires (Record Store Day) le 21 avril 2012. Le vinyle, violet, contient une face B, "Electricity". Le vinyle n'a été édité qu'à 1750 exemplaires.

## Liste des pistes
| 1. | R U Mine? | 3:20 |

| 1. | R U Mine?   | 3:20 |
| 2. | Electricity | 3:01 |

## Crédit
Arctic Monkeys
- Alex Turner – Chant, guitare solo et rythmique
- Jamie Cook – Guitare solo et rythmique
- Nick O'Malley - Basse, chœur
- Matt Helders - Batterie, chœur

## Classements
| Classement (2012)                      | Meilleure position |
| -------------------------------------- | ------------------ |
| Australie (ARIA)                       | 94                 |
| Canada (Active Rock)                   | 49                 |
| Canada (rock alternatif)               | 27                 |
| Belgique (Flandre Ultratop 50 Singles) | 11                 |
| Irlande (Irish Singles Chart)          | 65                 |
| France (SNEP)                          | 147                |
| Royaume-Uni (UK Singles Chart)         | 23                 |
| Royaume-Uni (UK Indie Chart)           | 2                  |
| Classement (2014-2015)                 | Meilleure position |
| États-Unis (Hot Rock Songs)            | 39                 |
| États-Unis (Rock Airplay)              | 7                  |
| États-Unis (Alternative Songs)         | 3                  |
| États-Unis (Mainstream Rock)           | 35                 |

| Classement (2014)                     | Position |
| ------------------------------------- | -------- |
| États-Unis Hot Rock Songs (Billboard) | 84       |

| Classement (2012)                     | Meilleure position |
| ------------------------------------- | ------------------ |
| Royaume-Uni (UK Indie Chart)          | 10                 |
| Royaume-Uni (Official Charts Company) | 128                |

## Historique des sorties
| Pays        | Date            | Format                 | Label                    |
| ----------- | --------------- | ---------------------- | ------------------------ |
| Royaume-Uni | 27 février 2012 | Téléchargement digital | Domino Recording Company |
| États-Unis  | 12 mars 2012    | Radio                  | Domino Recording Company |
| Royaume-Uni | 21 avril 2012   | Vinyle                 | Domino Recording Company |